# Кванталиани, Акакий Лукич
Акакий (Како) Лукич Кванталиа́ни (груз. აკაკი (კაკო) ლუკას ძე კვანტალიანი; 14 декабря 1907 — 27 июля 1967) — грузинский советский актёр театра и кино; народный артист Грузинской ССР (1956).

## Биография
Родился 1 (14 декабря) 1907 года в крестьянской семье.
С 1925 года выступал в любительских спектаклях, в 1927 году был принят в труппу профессионального грузинского Рабочего театра. С 1928 года актёр 2-го Государственного драматического театра в Кутаиси (ныне Тбилисский академический театр имени К. Марджанишвили).
Исполнял яркие характерные роли, особенный успех имел в комедийных ролях, отмеченных сочным народным юмором. Много выступал с сатирическими обозрениями на эстраде.
Умер 27 июля 1967 года.

## Театральные роли
- «Свадьба в колхозе» П. Какабадзе — Хахули
- «Пигмалион» Б. Шоу — Альфред Дулитл
- «Ревизор» Н. Гоголя — Артемий Филиппович Земляника
- «Укрощение строптивой» У. Шекспира — Грумио
- «Женитьба Фигаро» Бомарше — Керубино
- «Стрекоза» М. Бараташвили — Никифоре
- «Его звезда» И. Мосашвили — Небиеридзе

## Фильмография
- 1933 — Последние крестоносцы — Гела
- 1935 — Скала Аршаула
- 1936 — Крылатый маляр — Лексо, маляр
- 1936 — Дарико
- 1940 — Девушка с того берега — Али
- 1940 — Девушка из Хидобани — Харитон
- 1948 — Кето и Котэ — Бондо
- 1949 — Счастливая встреча — Афрасион
- 1954 — Они спустились с гор — прохожий на улице
- 1955 — Лурджа Магданы — Митуа, угольщик
- 1955 — Волшебная свирель — Великан
- 1956 — Заноза — Андро, архитектор
- 1956 — Наш двор — Георгий
- 1956 — Песнь Этери — эпизод
- 1956 — Тень на дороге — дядя Ладо
- 1957 — Лично известен — духанщик
- 1957 — Отарова вдова — урядник
- 1957 — Последний из Сабудара — регистратор в общежитии
- 1957 — Я скажу правду — посетитель казино
- 1958 — Чужие дети — приёмщик стеклотары
- 1959 — Майя из Цхнети — Берика
- 1961 — Жених без диплома — Варден
- 1961 — Клад — Отиа
- 1961 — Рассказ нищего — Шакро
- 1963 — Белый караван — эпизод
- 1964 — Попранный обет (новелла в киноальманахе «Мсье Жак и другие») — епископ
- 1965 — Иные нынче времена — Лазарь
- 1965 — Пьер — сотрудник милиции — профессор
- 1665 — Я вижу солнце — Кишварди Вашеквадзе
- 1966 — Листопад — Давид (Дато), мастер на винзаводе
- 1967 — Аттракцион № 57 (в киножурнале «Фитиль»)
- 1967 — Железный поток — духанщик

## Награды и премии
- медаль «За трудовую доблесть» (24 февраля 1941) — в связи с 20-летним юбилеем Грузинской Советской Социалистической Республики, за достижения в развитии промышленности, сельского хозяйства, науки и искусства[3];
- Сталинская премия второй степени (1952) — за исполнение роли Небиеридзе в спектакле «Его звезда» И. О. Мосашвили на сцене ГрАДТ имени К. А. Марджанишвили;
- орден Трудового Красного Знамени (17 апреля 1958) — за выдающиеся заслуги в развитии грузинского искусства и литературы и в связи с декадой грузинского искусства и литературы в городе Москве[4];
- народный артист Грузинской ССР (1956)[1].